# Tarcza Warszawa

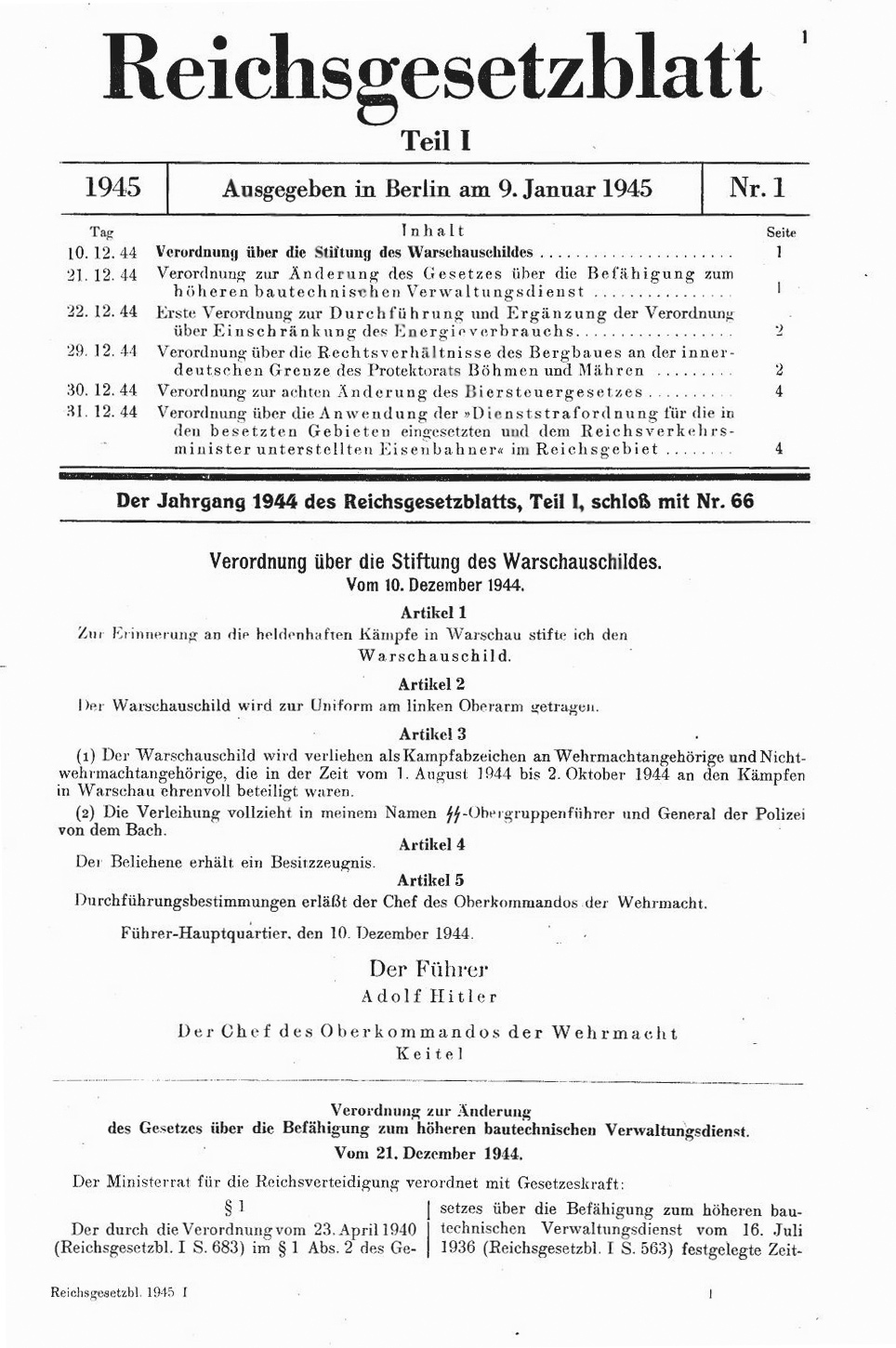
Dziennik Ustaw Rzeszy z 9 stycznia 1945 informujący o ustanowieniu 10 grudnia 1944 Warschauschild

Tarcza Warszawa (niem. Warschauschild) – niemieckie odznaczenie (tarcza naramienna), ustanowione 10 grudnia 1944 rozkazem Wodza i kanclerza Rzeszy Adolfa Hitlera w celu uhonorowania żołnierzy tłumiących powstanie warszawskie w czasie II wojny światowej. 

## Zasady nadawania
Zasady nadawania Warschauschild zostały określone w rozkazie Hitlera ogłoszonym w Dzienniku Ustaw Rzeszy 9 stycznia 1945. Odznaczenie mógł otrzymać każdy żołnierz Wehrmachtu i Waffen-SS biorący udział w tłumieniu powstania warszawskiego w dniach od 1 sierpnia do 2 października 1944 na terenie obejmującym linię Wisły, Czerniaków, Mokotów, Wolę i Żoliborz po spełnieniu następujących warunków: 
- co najmniej siedmiodniowy pobyt na pierwszej linii walk,
- wyróżniający się akt odwagi,
- odniesienie rany w walce,
- nieprzerwany pobyt przez 28 dni na polu walki.

Piloci Luftwaffe musieli odbyć loty bojowe lub zwiadowcze nad powstańczą Warszawą trwające co najmniej 10 dni operacyjnych lub co najmniej 20 lotów operacyjnych. Odznaczenie mogli także otrzymać cudzoziemcy walczący u boku Niemców.

## Nadawanie odznaczenia
Wnioski o przyznanie Warschauschild należało złożyć do 15 lutego 1945 a odznaczanie miało się zakończyć 1 września tego roku, jednak bezwarunkowa kapitulacja III Rzeszy 8 maja 1945 spowodowała, że odznaczenia nie przyznano ani jednej osobie. Wręczającym Warschauschild „w imieniu Führera” miał być SS-Obergruppenführer Erich von dem Bach-Zelewski dowodzący jednostkami niemieckimi w trakcie powstania.

## Opis odznaczenia
Warschauschild o wymiarach 50 × 65 mm przedstawia zwróconego w prawo orła ze swastyką i rozpostartymi skrzydłami, trzymającego w szponach wijącego się węża. Na środku odznaczenia widoczny jest napis w języku niemieckim „WARSCHAU 1944”.